# Puchar Polski (województwo lubelskie) w piłce nożnej mężczyzn (2021/2022)
W sezonie 2021/2022 Puchar Polski na szczeblu regionalnym w województwie lubelskim składał się z 2 rund, w których brały udział 4 zwycięzcy okręgowych rozgrywek Pucharu Polski: Białej Podlaskiej, Chełma, Lublina i Zamościa. Rozgrywki miały na celu wyłonienie zdobywcy Regionalnego Pucharu Polski w województwie lubelskim i uczestnictwo na szczeblu centralnym Pucharu Polski w sezonie 2022/2023.

## Uczestnicy
| III liga                                 | IV liga                                    | klasa okręgowa                          | nieligowe                                                   |
| ---------------------------------------- | ------------------------------------------ | --------------------------------------- | ----------------------------------------------------------- |
| - Chełmianka Chełm - zwycięzca OPP Chełm | - Gryf Gmina Zamość - zwycięzca OPP Zamość | - Stal Poniatowa - zwycięzca OPP Lublin | - Podlasie II Biała Podlaska - zwycięzca OPP Biała Podlaska |

## 1/2 finału
Losowanie par półfinałowych odbyło się 12 maja 2022 roku, natomiast mecze rozegrano 1 i 8 czerwca tegoż roku.
| 1 czerwca 2022 | Podlasie II Biała Podlaska   | 2:5   | Chełmianka Chełm                                                                            |  |
| 17:30          | 20', 45' Bartosz Buraczewski | (2:3) | 9' Patryk Czułowski · 28' Ezana Kahsay · 41', 87' Paweł Myśliwiecki · 66' Adrian Dziubiński |  |

| 8 czerwca 2022 | Stal Poniatowa | 0:0 k. 5:6    | Gryf Gmina Zamość |  |
| 17:30          |                | (0:0, k. 5:6) |                   |  |

## Finał
Finał rozegrany został 22 czerwca 2022 roku na stadionie w Zawadzie. W nim Chełmianka Chełm pokonała Gryf Gminę Zamość 2:0 zdobywając Regionalny Puchar Polski w województwie lubelskim i miejsce na szczeblu centralnym Pucharu Polski w sezonie 2022/2023.
| 22 czerwca 2022 | Gryf Gmina Zamość | 0:2   | Chełmianka Chełm                         |  |
| 18:00           |                   | (0:1) | 13' Grzegorz Bonin · 57' Dawid Skoczylas |  |